# Liste der Baudenkmale in Rastow
In der Liste der Baudenkmale in Rastow sind alle Baudenkmale der Gemeinde Rastow (Landkreis Ludwigslust-Parchim) und ihrer Ortsteile aufgelistet (Stand: Januar 2021). 

## Rastow
| ID | Lage                         | Bezeichnung               | Beschreibung | Bild             |
| -- | ---------------------------- | ------------------------- | ------------ | ---------------- |
|    | Kraaker Straße / Doppelreihe | Gefallenendenkmal 1914/18 |              |                  |
|    | Fahrbinder Straße 13 (Karte) | Bahnarbeiterhaus          |              | Bahnarbeiterhaus |

## Kraak
| ID | Lage                     | Bezeichnung                                     | Beschreibung | Bild                                            |
| -- | ------------------------ | ----------------------------------------------- | ------------ | ----------------------------------------------- |
|    | Schulweg (Karte)         | Evangelische Kirche und Glockenstuhl (Schulweg) |              | Evangelische Kirche und Glockenstuhl (Schulweg) |
|    | Feldstraße (Karte)       | Katholische Kirche (ehemals)                    |              | Katholische Kirche (ehemals)                    |
|    | Friedhof (Karte)         | Gefallenendenkmal 1914/18                       |              |                                                 |
|    | Rehhagenstraße 1 (Karte) | Wohnhaus                                        |              |                                                 |
|    | Kraaker Mühle (Karte)    | Forsthof mit Wohnhaus und Scheune               |              |                                                 |

## Fahrbinde
| ID | Lage             | Bezeichnung                 | Beschreibung | Bild                        |
| -- | ---------------- | --------------------------- | ------------ | --------------------------- |
|    | Friedhof (Karte) | Gefallenendenkmal 1914/1918 |              | Gefallenendenkmal 1914/1918 |
|    | Friedhof         | Gefallenendenkmal 1939/1945 |              | Gefallenendenkmal 1939/1945 |